# 櫻花帝王
櫻花帝王（日语：サクラアンプルール），是日本純種競賽馬匹。生涯活躍於中距離賽事，曾勝出札幌紀念。

## 出賽前
2011年3月4日出生於北海道新日高町谷岡Stud，成長途中被馬主公司Sakura Commerce Co. Ltd.購入。
其後交由美浦訓練中心練馬師尾關知人訓練。

## 競賽生涯

### 3歲
2014年2月1日出戰東京競馬場2歲新馬戰，比賽初段於後方位置等待時機下始終無法衝出，最終以第八落敗。
其後出戰3歲未勝利戰，鑑於激烈的脾性於比賽途中未能被拉住一直搶口，最終在直路失速下以第十四大敗。
經歷以上兩戰後，陣營決定安排其轉籍地方，所有權售賣於馬主田村誠並交由門別競馬場練馬師桑原義光訓練。
5月28日出戰日高山脈邊天狩岳賞，本次比賽於初段維持在最後方位置追走，通過對面直路中段後逐漸上前，最終在即來爆發一段不俗的衝刺成功取得首勝。
半個月後出戰純種馬之路新冠賞，比賽初段選擇留守中團位置，在第三、四彎道逐步突圍上前下在直路初段經已進入全速狀態，最終展開衝刺下壓制後方加速的Scoot Off達成連勝。
由於其在地方取得不俗的戰績，馬主公司Sakura Commerce Co. Ltd.決定重新購買的所有權，並安排其進入美浦訓練中心練馬師金成貴史之馬房以重返中央賽場。

### 4歲
2015年1月出戰重返中央後的首戰4歲以上500萬獎金以下條件戰，但最終再度因為脾性的問題以第十一大敗。
其後於訓練助手及馬伕的努力下，其性格開始變得穩定，成績亦有所改善，雖然在年間其餘五場條件戰中均未能取得勝利，但仍然可以取得全數入板的戰績。

### 5歲
2016年1月16日出戰3歲以上500萬獎金條件戰，本次比賽一直以穩定的節奏維持於約莫第四、五的位置，進入直路後迅速取位超越前方對手，及後繼續拋離同樣維持衝出的Shingun Joker，以1 1/4馬位優勢取得中央首勝。
4月進軍鹿野山特別，比賽初段迅速貼欄下緊隨領放馬Tomiken Slava前進，在直路上開始加速迫近對手下在最後關頭成功越過，取得連勝的戰績。
休養過後繼續出戰條件戰，雖然於阿武隈錦標及十一月錦標中均未能取得勝過，但調整過後終在年末的美浦錦標以變奏戰術壓贏所有對手晉級公開組。

### 6歲
2017年於升格公開組後的首戰為白富士錦標，比賽初段在中團位置逐步推進，於直路在中檔位置突圍並展開追擊，可惜未能在最後關頭越過鈴鹿不羈以頸位差距落敗。
2月26日出戰中山紀念，本次比賽維持在中團靠後位置，於對面直路末段開始發力上前。進入直路後，其繼續於內欄位置取位衝刺，但最終未能追上透出的新寫實派取得第二。
其後挑戰一級賽大阪盃因為逐步失速以第十三落敗，夏季出戰函館紀念亦未能順利加速僅跑獲第九。
8月出戰札幌紀念，處於第六的有利位置下緊隨前方賽駒逐步推進，於最後彎道抽出外檔望空取位。進入直路後，其一口氣於外檔位置展開衝刺，最終爆發優秀速度下不但超越前方對手，亦阻止了Narita Hurricane的攻勢，取得首個分級賽冠軍。
入秋後以秋季天皇賞，受到天雨造成的大爛地影響下，其在彎道時需要大幅抽出外檔避開泥濘的跑道，最終因消耗過多而以第八落敗。
年末出戰有馬紀念，比賽初段雖然穩定維持於中團位置，但在直路上受到內閃的文雅之士影響而進一步被夾在前者和內欄的高尚駿逸之間，導致騎師蛯名正義險些失去平衡並需要收慢，最終大幅失速下以包尾第十六落敗。

### 7歲
2018年首戰直接為中山紀念，比賽途中一直處於第五的位置下於直路略為均速，無法壓制其他對手下以第四落敗。
3月增程出戰日經賞，本次比賽採取較為後置的戰術維持於約莫第十的位置，於直路上在外檔位置迅速取位加速上前，但最終仍然未能追上執著己見及栗色寶馬取得第三。
放草過後於夏季回歸出戰函館紀念，採取居中戰術下在對面直路末段開始上前進佔位置，在直路上一直加速但未能壓制Air Anthem，最終以1/2馬位差距落敗。
其後再度出戰札幌紀念尋求連霸，但在過早加速下於直路力弱後退，以第六的戰績完賽。
秋季首戰仍為秋季天皇賞，雖然比賽初段漏閘出遲，但調整過後迅速進佔中團位置，於直路上亦能維持一小段加速的步伐，最終以第六完賽。
年末出戰有馬紀念，於最外檔第16檔起步下選擇留後，雖然在直路上展現出不俗的追勢，但仍然無法於中山競馬場的短直路上縮窄距離，以第七的戰績落敗。

### 8歲
2019年首戰為美國賽馬會盃，比賽途中處於中團位置，但在直路未能最大程度加速衝刺，最終跑獲第五的戰績。
其後以日經賞作為目標，在先頭部隊之中穩步推進下於第四彎道開始取位，於直路上以全場最快末腳速度逐步透出下僅敗於領頭馬Meisho Tekkon及振奮士氣再度取得第三。
6月縮程出戰練馬師金成一直想嘗試的一哩賽事安田紀念，然而比賽途中一直處於約莫第十的位置，在直路上亦未能順利突破而以第十落敗。

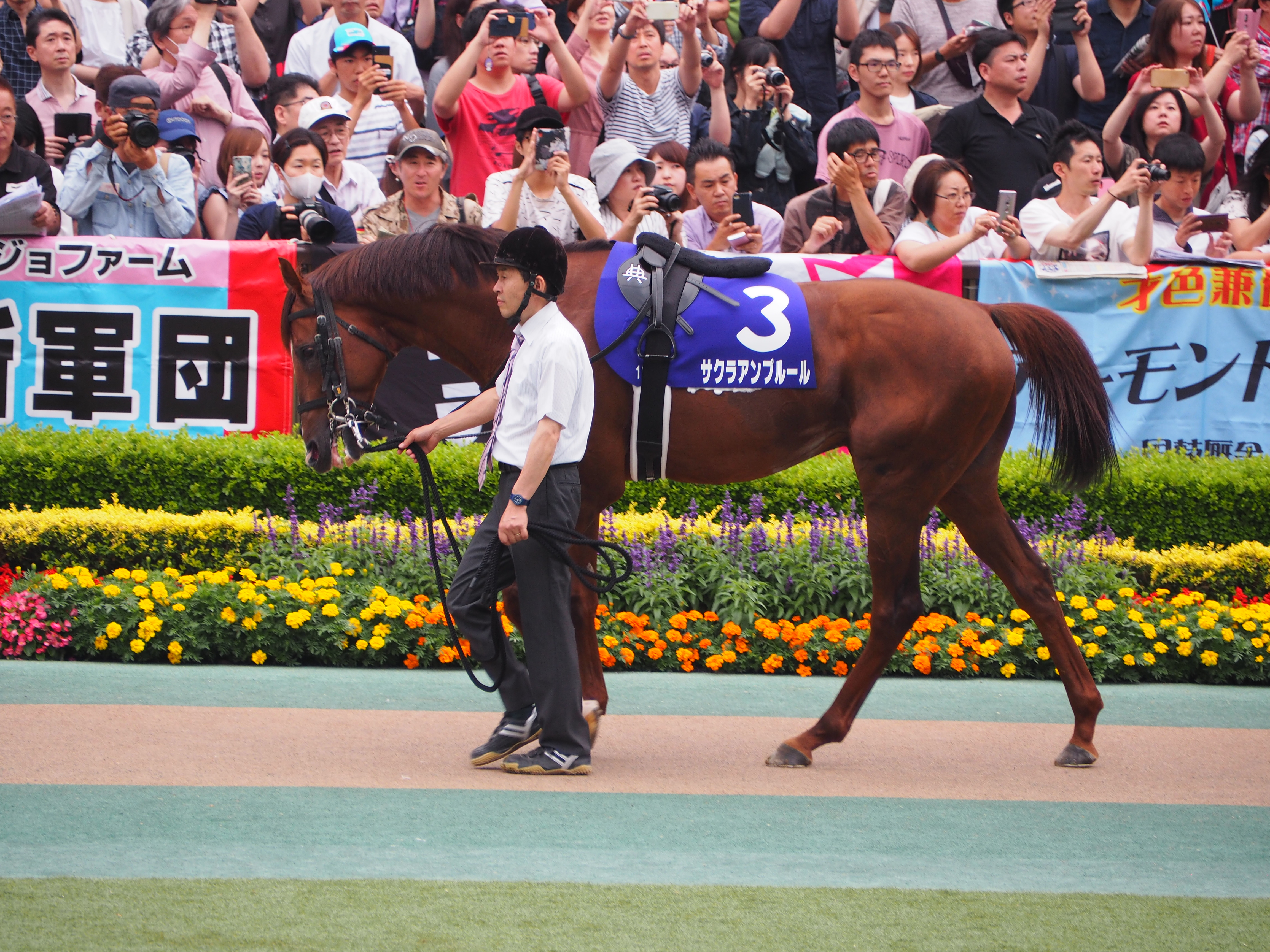
安田紀念沙圈

夏季連續三年出戰札幌紀念，但於第三彎道初段經已開示失速下最終以第十三大敗。
9月上旬其被檢查出右腳第三中手骨遠位剝離性骨折，於陣營商討過後決定安排其退役。

### 詳細賽績
| 日期       | 舉辦國家 | 馬場 | 距離   | 級別 | 賽事名稱             | 負重 | 騎師       | 馬號 | 出馬 | 名次 | 時間   | 頭馬（二馬）         |
| ---------- | -------- | ---- | ------ | ---- | -------------------- | ---- | ---------- | ---- | ---- | ---- | ------ | -------------------- |
| 1/2/2014   | 日本     | 東京 | 草1800 |      | 3歲新馬              | 56   | 宮崎北斗   | 15   | 16   | 8    | 1:51.4 | Curren Lisbeth       |
| 16/3/2014  | 日本     | 中山 | 泥1800 |      | 3歲未勝利            | 56   | 宮崎北斗   | 7    | 16   | 14   | 1:59.1 | Tamamo Mazurka       |
| 28/5/2014  | 日本     | 門別 | 泥1800 |      | 日高山脈邊天狩岳岳賞 | 56   | 五十嵐冬樹 | 12   | 12   | 1    | 1:53.7 | （Miyaji Reina）     |
| 18/6/2014  | 日本     | 門別 | 泥1700 |      | 純種馬之路新冠賞     | 56   | 五十嵐冬樹 | 2    | 8    | 1    | 1:52.4 | （Scoot Off）        |
| 4/1/2015   | 日本     | 中山 | 泥1800 |      | 4歲以上500萬獎金以下 | 56   | 田邊裕信   | 14   | 15   | 11   | 1:57.3 | Madrid Cafe          |
| 28/6/2015  | 日本     | 函館 | 泥1700 |      | 3歲以上500萬獎金以下 | 57   | 勝浦正樹   | 5    | 13   | 4    | 1:44.4 | Tosen Ernest         |
| 8/8/2015   | 日本     | 札幌 | 泥1700 |      | 3歲以上500萬獎金以下 | 57   | 勝浦正樹   | 6    | 13   | 5    | 1:45.2 | Meisho Nagomi        |
| 5/9/2015   | 日本     | 札幌 | 草2000 |      | 3歲以上500萬獎金以下 | 57   | 勝浦正樹   | 16   | 16   | 4    | 2:03.7 | Pentatonic           |
| 25/10/2015 | 日本     | 新潟 | 草1800 |      | 浦佐特別             | 57   | 勝浦正樹   | 2    | 10   | 2    | 1:47.0 | Lethal Weapon        |
| 26/12/2015 | 日本     | 中山 | 草2000 |      | 3歲以上500萬獎金以下 | 57   | 戶崎圭太   | 2    | 18   | 3    | 2:00.3 | Tsukuba Azuma O      |
| 16/1/2016  | 日本     | 中山 | 草2000 |      | 4歲以上500萬獎金以下 | 57   | 戶崎圭太   | 15   | 16   | 1    | 2:01.7 | （Shingun Joker）    |
| 17/5/2016  | 日本     | 中山 | 草2000 |      | 鹿野山特別           | 57   | 戶崎圭太   | 10   | 13   | 1    | 2:00.1 | （Tomiken Slava）    |
| 9/7/2016   | 日本     | 福島 | 草1800 |      | 阿武隈錦標           | 55   | 戶崎圭太   | 9    | 12   | 9    | 1:49.0 | Win Inspire          |
| 5/11/2016  | 日本     | 東京 | 草2000 |      | 十一月錦標           | 55   | 横山典弘   | 1    | 14   | 4    | 2:00.0 | Toruk Makto          |
| 11/12/2016 | 日本     | 中山 | 草1800 |      | 美浦錦標             | 55   | 横山典弘   | 8    | 16   | 1    | 1:47.4 | （Curren Lisbeth）   |
| 28/1/2017  | 日本     | 東京 | 草2000 | OP   | 白富士錦標           | 56   | 横山典弘   | 14   | 14   | 2    | 2:00.6 | 鈴鹿不羈             |
| 26/2/2017  | 日本     | 中山 | 草1800 | GII  | 中山紀念             | 56   | 横山典弘   | 5    | 11   | 2    | 1:47.7 | 新寫實派             |
| 2/4/2017   | 日本     | 阪神 | 草2000 | GI   | 大阪盃               | 57   | 横山典弘   | 6    | 14   | 13   | 2:00.9 | 北部玄駒             |
| 16/7/2017  | 日本     | 函館 | 草2000 | GIII | 函館紀念             | 56   | 蛯名正義   | 16   | 16   | 9    | 2:02.0 | Luminous Warrior     |
| 20/8/2017  | 日本     | 札幌 | 草2000 | GII  | 札幌紀念             | 57   | 蛯名正義   | 1    | 13   | 1    | 2:00.4 | （Narita Hurricane） |
| 29/10/2017 | 日本     | 東京 | 草2000 | GI   | 秋季天皇賞           | 58   | 蛯名正義   | 1    | 18   | 8    | 2:10.2 | 北部玄駒             |
| 24/12/2017 | 日本     | 中山 | 草2500 | GI   | 有馬紀念             | 57   | 蛯名正義   | 9    | 16   | 16   | 2:35.5 | 北部玄駒             |
| 25/2/2018  | 日本     | 中山 | 草1800 | GII  | 中山紀念             | 57   | 蛯名正義   | 2    | 10   | 4    | 1:47.8 | 勝出光采             |
| 24/3/2018  | 日本     | 中山 | 草2500 | GII  | 日經賞               | 57   | 田邊裕信   | 11   | 15   | 3    | 2:34.1 | 執著己見             |
| 15/7/2018  | 日本     | 函館 | 草2000 | GIII | 函館紀念             | 57.5 | 田邊裕信   | 3    | 15   | 2    | 1:59.9 | Air Anthem           |
| 19/8/2018  | 日本     | 札幌 | 草2000 | GII  | 札幌紀念             | 57   | 吉田隼人   | 9    | 16   | 6    | 2:01.5 | 白日彗星             |
| 28/10/2018 | 日本     | 東京 | 草2000 | GI   | 秋季天皇賞           | 58   | 田邊裕信   | 12   | 12   | 6    | 1:57.6 | 金之霸               |
| 23/12/2019 | 日本     | 中山 | 草2500 | GI   | 有馬紀念             | 57   | 田邊裕信   | 16   | 16   | 7    | 2:32.9 | 防爆裝束             |
| 20/1/2019  | 日本     | 中山 | 草2200 | GII  | 美國賽馬會盃         | 56   | 蛯名正義   | 11   | 11   | 5    | 2:14.3 | 意式甜釀             |
| 23/3/2019  | 日本     | 中山 | 草2500 | GII  | 日經賞               | 56   | 横山典弘   | 4    | 12   | 3    | 2:34.6 | Meisho Tekkon        |
| 2/6/2019   | 日本     | 東京 | 草1600 | GI   | 安田紀念             | 58   | 横山典弘   | 3    | 16   | 11   | 1:31.9 | 冠軍車手             |
| 18/8/2019  | 日本     | 札幌 | 草2000 | GII  | 札幌紀念             | 57   | 横山典弘   | 13   | 14   | 13   | 2:02.7 | 防爆裝束             |

## 退役後
退役後，櫻花帝王成為了配種馬，於北海道新日高町Lex Stud休養，在2020年進行配種。首批子嗣於2021年出生。首批子嗣可於2023年出賽。
2022年6月30日，其由配種馬退役，前往同町的新和牧場進行養老生活。

## 血統簡介
父系夏威夷王爲日本賽駒，生涯戰績極爲優秀，僅得一戰未能獲勝，曾勝出一級賽NHK一哩賽及東京優駿（日本打吡），爲日本史上首匹贏得變則二冠的賽駒。祖父金滿寶爲美國生產的法國賽駒，曾三勝一級賽，亦爲近代著名種馬之一。
母系Sakura Mega爲日本馬匹，生涯無出賽紀錄。外祖父週日寧靜是美國三冠賽雙冠馬，退役後在日本配種，在日本馬壇相當成功，贏得多項分級賽事，其子嗣贏得巨額獎金，連續12年成為日本冠軍種馬。

### 血統表
| 父線：金滿寶系（淘金者系）     |                             |              |                 |
| 種馬 夏威夷王 2001年（棗色）   | 金滿寶 1990年（棗色）       | 淘金者       | Raise a Native  |
| 種馬 夏威夷王 2001年（棗色）   | 金滿寶 1990年（棗色）       | 淘金者       | Gold Digger     |
| 種馬 夏威夷王 2001年（棗色）   | 金滿寶 1990年（棗色）       | Miesque      | 雷利耶夫        |
| 種馬 夏威夷王 2001年（棗色）   | 金滿寶 1990年（棗色）       | Miesque      | Pasadoble       |
| 種馬 夏威夷王 2001年（棗色）   | Manfath 1991年（深棗色）    | 最後大官     | Try My Best     |
| 種馬 夏威夷王 2001年（棗色）   | Manfath 1991年（深棗色）    | 最後大官     | Mill Princess   |
| 種馬 夏威夷王 2001年（棗色）   | Manfath 1991年（深棗色）    | Pilot Bird   | Blakeney        |
| 種馬 夏威夷王 2001年（棗色）   | Manfath 1991年（深棗色）    | Pilot Bird   | The Dancer      |
| 繁殖雌馬 Sakura Mega           | 週日寧靜 1986年（棕色）     | Halo         | Hail to Reason  |
| 繁殖雌馬 Sakura Mega           | 週日寧靜 1986年（棕色）     | Halo         | Cosmah          |
| 繁殖雌馬 Sakura Mega           | 週日寧靜 1986年（棕色）     | Wishing Well | Understanding   |
| 繁殖雌馬 Sakura Mega           | 週日寧靜 1986年（棕色）     | Wishing Well | Mountain Flower |
| 繁殖雌馬 Sakura Mega           | Sakura Clare 1982年（棗色） | 北方風味     | 北地舞人        |
| 繁殖雌馬 Sakura Mega           | Sakura Clare 1982年（棗色） | 北方風味     | Lady Victoria   |
| 繁殖雌馬 Sakura Mega           | Sakura Clare 1982年（棗色） | Clare Bridge | Quadrangle      |
| 繁殖雌馬 Sakura Mega           | Sakura Clare 1982年（棗色） | Clare Bridge | Abeyance Lass   |
| 雌系：Vagrancy系（號族：13-c） |                             |              |                 |
| 五代內近親交配：北地舞人 5×5×4 |                             |              |                 |

## 命名由來
名字中，Sakura（サクラ）為馬主Sakura Commerce Co. Ltd.的冠名，出自其公司名字，意思為「櫻花」，Empereur（アンプルール）於法語中，意思就是「帝王」。

## 外部連結
- 櫻花帝王 netkeiba.com （页面存档备份，存于）
- 血統表